# 甲斐さやか
甲斐 さやか（かい さやか、1979年 - ）は、日本の映画監督、脚本家、小説家、映像ディレクター。

## 経歴・人物
女子美術大学卒業。舞台・映画の現場で助監督や美術を担当する傍ら、大学在学中に小林和史と映像ユニット「outsect」を結成し、共同監督・脚本を手掛ける。

## 作品

### 短編映画
- 2000 BORDER LINE(共同監督)
- 2001 pellet(共同監督)
- 2007 Bye Bye Bear~青いエアメイル（松任谷由実プロモーション・ショートフィルム）
- 2012 SIOSAI
- 2013 僕がいた 君がいた
- 2014 オンディーヌの呪い

### 長編映画
- 2019 赤い雪 Red Snow（2019年2月1日公開）[2]
- 2024 徒花ーADABANAー（2024年10月18日公開）[3]

### MV
- 2011 dip in the pool MV 「A Bridge To The Rings Of The Saturn」

### 舞台
- 『聖なる怪物』新国立劇場小劇場（2023年3月）脚本・演出[4]

## 著作物

### 単行本
- 『赤い雪』（KADOKAWA、2019年1月）

### 雑誌掲載作品
- 「シェルター」 - 『別冊文藝春秋』2020年7月号 掲載

## 受賞歴
- 2000 東京ビデオフェスティバル・ゴールド賞受賞 『BORDER LINE』
- 2001 ぴあフィルムフェスティバル準グランプリ＆技術賞 『pellet』 [5]
- 2001 Santafeショートフィルムフェスティバル審査員奨励賞 『pellet』
- 2014 山形国際ムービーフェスティバル 準グランプリ 『オンディーヌの呪い』[6]
- 2015 SKIPシティ国際Dシネマ映画祭 奨励賞受賞 『オンディーヌの呪い』[7]
- 2018 マラケシュ国際映画祭コンペティション部門正式招待[8]
- 2019 第14回 JAJFF(Los Angeles Japan Film Festival) 最優秀作品賞 『赤い雪 Red Snow』[9]
- 2020 第34回 高崎映画祭 新進監督グランプリ 『赤い雪 Red Snow』[10]
- 2025 第34回 日本映画批評家大賞 脚本賞『徒花-ADABANA-』[11]